# معبد أم عبيدة
يُعد معبد أم عبيدة من أعرق وأهم وأقدم المعابد في واحة سيوة، شيد في عصر الأسرة الثلاثين على يد الملك نكتانبو الثاني، يقع المعبد علي بعد 4 كيلو متر شرق مدينة سيوة وهو المعبد الثاني للإله آمون، ويرجَّح أنّ اسم أم عبيدة تحريف لاسم أم معبد.

## نقوش المعبد
يوجد في الجدار من الأعلي نص طويل يتكون من 51 سطر، ونُقِشت على الجدار ثلاثة صفوف من الآلهة. في عام 1820 ميلاديًا كان هذا الجدار في حالة أفضل من الحالية بكثير وإذا قورِنت صوره الفوتواغرفية الحالية برسومات خون مينوتولي فإنه يُلاحظ وجود إفريز من الزخارف فوق النص، وفي الأعلي من قمة الجدار تكرر نقش الخرطوش الملكي الذي كانت تحميه الآلهة نخبت المصورة علي هيئة الرحمة وفي الأسفل عدد من الاشخاص يقومون بـأداء طقوس فتح الفم وهي من النادر أن توجد علي جدران المعابد فمن المفترض أن توجد علي ورق البردي أو التوابيت أو في بعض الاحيان على جدران المقابر حيث أن هذه النصوص ترتبط بمراسم الدفن، نقِشَت طقوس فتح الفم بالنقش الغائر وهي في الصف الأعلى، وفي أعلى الجدار يُشاهَد باني المعبد وحاكم سيوة في ذلك الوقت نكتانبو الثاني راكعًا أمام الإله آمون الذي يجلس داخل هيكله وخلف الحاكم يقف سبعة آلهة وفي الصف الأوسط تسعة آلهة بقي منهم ثمانية فقط، بينما بقي من الصف الأسفل منهم ثلاث آلهة فقط، وعام 1820 كان الجدار محتفظًا بعدد آخر من صور الآلهة وأمام كل إله نقش اسمه، وكانت تقف خلف الإله آمون رع الذي يجلس في الصف الأعلى الإلهة موت، أما الالهة المصورة في الصف الأوسط فهي من اليمين إلى اليسار: أتوم، شو، تفنوت، ست، جب، ونوت، وقد اختفي اسم الإله الأخير، ومن المرجح أن تكون الآلهة الموجودة على الصف الأسفل: نخبت وحورس وإله آخر، وساعدت رسومات فون مينوتولي في معرفة أكبر قدر من المعبد قديمًا قبل أن يهدم علي يد المأمور، فكان المعبد محاطًا بجدارين وكان الجدار المحيط مربعًا في تصميمه وكانت سقطت أجزاء كبيرة من المعبد بالفعل ولكن قدس الاقداس والحجرة التي تتقدمه كانا لا يزالان باقيين.

## نهاية المعبد
ظل جزء كبير من معبد أم عبيدة حتي بداية القرن التاسع عشر بحالة لا بأس بها ولكن في عام 1811 ميلاديًا كانت بداية النهاية حيث تعرَّض المعبد لزلزال قوي دمر جزء منه، وبين عامي 1819 و1821 لاحظ الرحالة الذين ذهبوا إلى المعبد مثل الرحالة كايو ودروفيتي وفون منيوتولي أن بعض الكتل الحجرية قد سقطت من السقف وأن أحد جدران المعبد كان آيلًا للسقوط حتي عام 1897 حينما أكمل تدميره المأمور محمود عزمي حينما وضع البارود في باقي أجزاء المعبد ونسفها بغرض الحصول على الحجارة لبناء سلم مركز الشرطة ومنزله الخاص. ولكنَّ الأديب بهاء طاهر مؤلف رواية «واحة الغروب» نفي تمامًا أي صلة تاريخية موثقة تربط بين محمود عزمي وهدم المعبد، بل إنه حدث روائي بحت من خيال الكاتب، مؤكداً أن عزمي قد كان مأمور سيوة في هذه الآونة فقط، دون أن ينسب إليه تلك الحادثة المثيرة للجدل.